# ESwatini ai Giochi della XXXIII Olimpiade
L'eSwatini ha partecipato ai Giochi della XXXIII Olimpiade che si sono svolti a Parigi dal 26 luglio all'11 agosto 2024, con una delegazione di 3 atleti, 2 uomini e 1 donna in 2 discipline.

## Delegazione
| Sport            | Uomini | Donne | Totale |
| ---------------- | ------ | ----- | ------ |
| Atletica leggera | 1      | 0     | 1      |
| Nuoto            | 1      | 1     | 2      |
| Totale           | 2      | 1     | 3      |

## Risultati

### Atletica leggera
| Q | Qualificato al turno successivo per la posizione in qualificazione                                                           |
| q | Qualificato per il turno successivo per ripescaggio o, negli eventi su campo, conquistando la misura minima per qualificarsi |

Maschile
Eventi su pista e strada
| Atleta             | Evento      | Preliminari | Preliminari | Batterie  | Batterie  | Semifinale      | Semifinale      | Finale          | Finale          |
| Atleta             | Evento      | Risultato   | Posizione   | Risultato | Posizione | Risultato       | Posizione       | Risultato       | Posizione       |
| ------------------ | ----------- | ----------- | ----------- | --------- | --------- | --------------- | --------------- | --------------- | --------------- |
| Sibusiso Matsenjwa | 100 m piani | 10"39       | 2º Q        | 10"39     | 8º        | non qualificato | non qualificato | non qualificato | non qualificato |

### Nuoto
Maschile
| Atleta     | Evento     | Batterie | Batterie  | Semifinali      | Semifinali      | Finale          | Finale          |
| Atleta     | Evento     | Tempo    | Posizione | Tempo           | Posizione       | Tempo           | Posizione       |
| ---------- | ---------- | -------- | --------- | --------------- | --------------- | --------------- | --------------- |
| Chadd Ning | 100 m rana | 1'09"85  | 35º       | non qualificato | non qualificato | non qualificato | non qualificato |

Femminile
| Atleta     | Evento         | Batterie | Batterie  | Semifinale      | Semifinale      | Finale          | Finale          |
| Atleta     | Evento         | Tempo    | Posizione | Tempo           | Posizione       | Tempo           | Posizione       |
| ---------- | -------------- | -------- | --------- | --------------- | --------------- | --------------- | --------------- |
| Hayley Hoy | 100 m farfalla | 1'08"36  | 31ª       | non qualificata | non qualificata | non qualificata | non qualificata |